# Isaac Lievendal

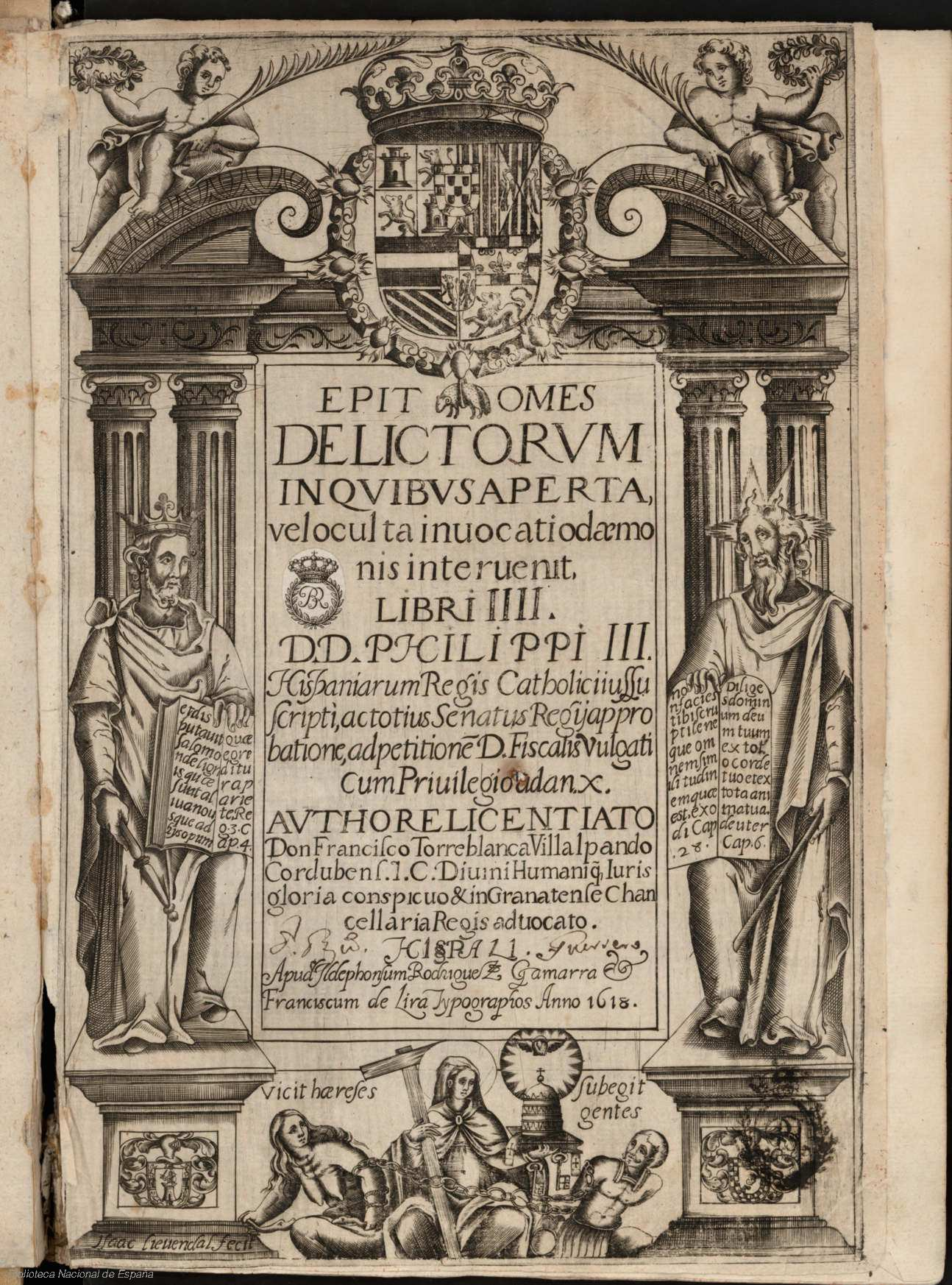
Portada de Francisco Torreblanca Villalpando, Epitomes delictorum in quibus aperta, vel oculta inuocatio daemonis interuenit :libri IIII, Sevilla, Alfonso Rodríguez Gamarra y Francisco Lira, 1618

Isaac Lievendal (fl. 1618-1634) fue un grabador calcográfico de origen flamenco establecido en Sevilla.
Según Ceán Bermúdez, «grabó medianamente portadas de libros, escudos de armas y estampas de devoción», entre ellas la portada calcográfica del tratado jurídico de Francisco Torreblanca Villalpando, Epitomes delictorvm in quibvs aperta, vel ocvlta invocatio daemonis intervenit, editado en Sevilla por Alfonso Rodríguez y Francisco de Lira, 1618, o la del libro de Rodrigo Caro, Antigvedades y principado de la ilvstrissima civdad de Sevilla, Sevilla, 1634, con el escudo de armas del conde-duque de Olivares.